# Cadaqués
Cadaqués é um município da Espanha na comarca de Alt Empordà, província de Girona, comunidade autónoma da Catalunha. Tem 25,73 km² de área e em 2021 tinha 2 820 habitantes (densidade: 109,6 hab./km²).
Salvador Dalí tinha a sua casa em Portlligat, povoação à beira-mat perto de Cadaqués. Hoje é a Casa-Museu Dalí. Figuras tão influentes na história da arte como Marcel Duchamp, Pablo Picasso, Joan Miró ou Richard Hamilton passaram e perderam-se de amores por esta aldeia de casas brancas. É a povoação mais oriental da Península Ibérica, situada no maciço do cabo de Creus.

## Demografia
| Variação demográfica do município entre 1991 e 2004 | Variação demográfica do município entre 1991 e 2004 | Variação demográfica do município entre 1991 e 2004 | Variação demográfica do município entre 1991 e 2004 |
| --------------------------------------------------- | --------------------------------------------------- | --------------------------------------------------- | --------------------------------------------------- |
| 1991                                                | 1996                                                | 2001                                                | 2004                                                |
| 1810                                                | 1852                                                | 2024                                                | 2730                                                |

## Património
- Igreja de Santa Maria
- Casa Museu Salvador Dalí
- Parque Natural do cabo de Creus

## Ligações Externas
- Casa Museu Dali em Portlligat